# Guélo
 (octobre 2020).
Guelo est une localité de l’ouest du Tchad chef-lieu d'une sous-préfecture de même nom dans le département de El-Ouaya.

## Géographie
La localité est située à l'ouest du chef-lieu du département de El-Ouaya.
Guelo est devenu chef lieu de canton en 1999 avec le chef ou le gong Drapeau Payanfou fils de Gong de leré, chef-lieu de sous préfecture en 2009, une Commune en en 2017 avec le premier magistrat Mr Elisée Mafouke. Elle compte plus de 15 quartiers de la commune.

## Population
La population de Guelo compte plus de 7089 habitants en 2000. Guélo est une location moundang. Peuplé par plusieurs clans dont nous avons : clan moundang, doué, keugeré , ban WE.

## Économie
Les activités principales sont l'agriculture ,l'élevage, la chasse, cueillette et le commerce. 
sur le plan agricole, la population de Guelo cultive l'arachide, le maïs, le mil et le coton. Sur le plan de l'élevage, elle élève le bœuf, chèvre, moutons, poules, canard, etc.
La chasse, cette population organise une chasse deux ou trois fois pendant l'année. À cela on ajoute une chasse individuelle . La cueillette, elle cueillis les fruits sauvages et moderne . En fin, le commerce, qui est considéré de nos jours à guelo comme facture de développement.